# Ranfjorden

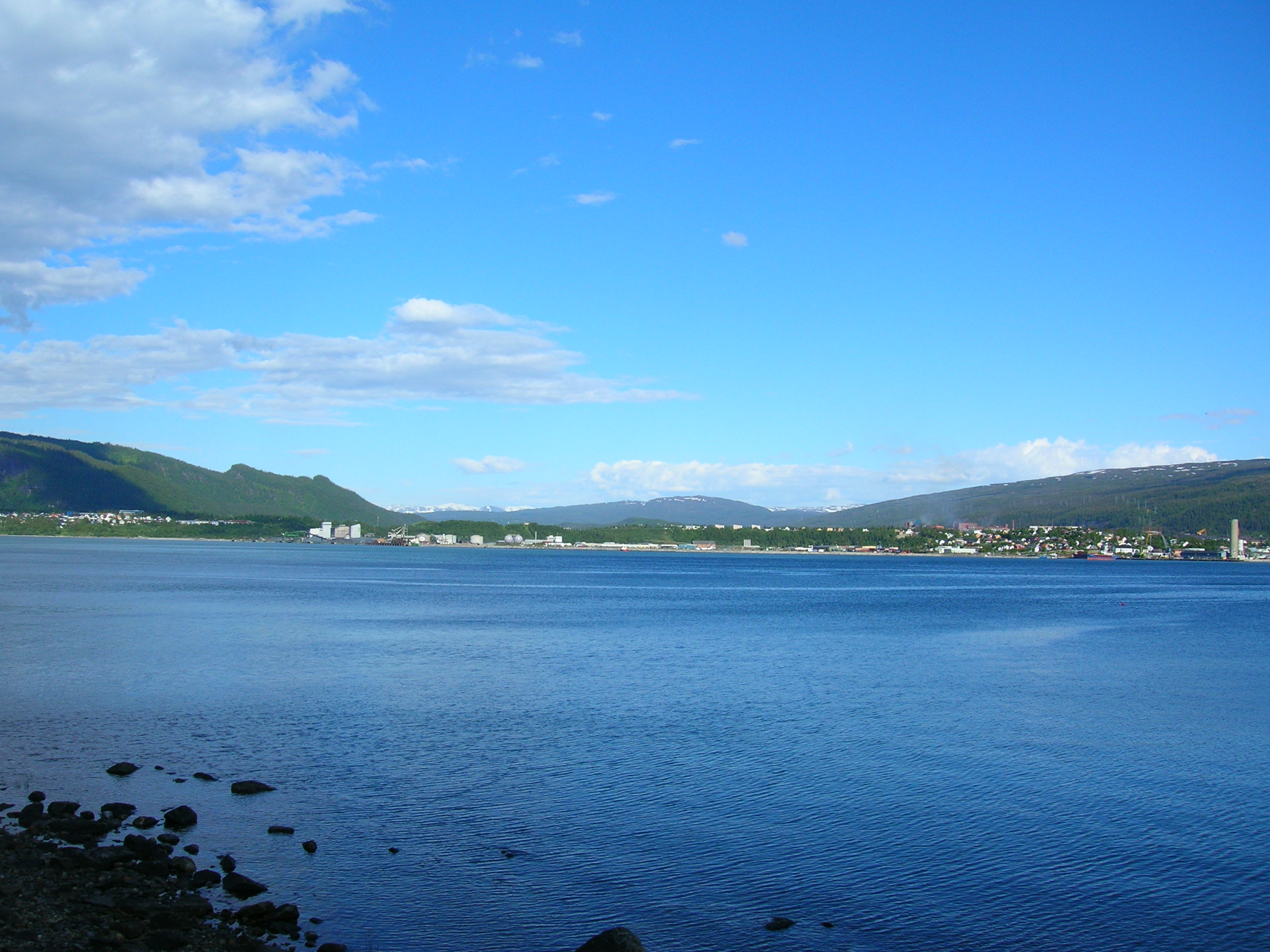
Ranfjorden sedd från söder.

Ranfjorden är en 67 kilometer lång fjord i Rana kommun i norra delen av Helgeland i Nordland fylke i norra Norge. Fjorden sträcker sig från Mo i Rana i nordost till kusten inom Dønna i söder. Ranfjorden är relativt smal med branta sidor. Fjordens inre del har en mer frodig skog och delvis odlade ställen. I söder är Elsfjorden nästan stängd från Ranfjorden av Hemneshalvön. Ranälven rinner ut i Ranfjorden vid Fossetangen i förorten Selfors i Mo i Rana.